# Mario Franzoni
Mario Franzoni (Battipaglia, 16 ottobre 1986) è un ex hockeista su pista italiano.

## Biografia
Muove i primi passi sui pattini molto tardi, nel 2002, nelle giovanili del Campolongo Hospital Roller Salerno dove, sotto la guida di Damiano "Ciccio" La Forgia impara i fondamentali del gioco e si appassiona al ruolo di estremo difensore.
Il contatto con atleti di alto livello militanti nella prima squadra della Roller Salerno come David Farran, Valerio Antezza, Carlos Ortis, Diego Guerrero e Felipe Gaidao lo aiuta a migliorare le sue doti di portiere.
A livello giovanile partecipa ogni anno alle finali scudetto, senza però riuscire a conquistare alcun trofeo.
Nel 2007 approda nella prima squadra ormai orfana dei suoi grandi campioni e retrocessa per fallimento in serie B, e nella stagione 2009/2010 centra la qualificazione per i playoff che condurranno poi alla promozione in serie A2.
Nella stagione 2011/2012 viene ceduto in prestito alla CRESH Eboli.

## Palmarès

### Club

#### Competizioni nazionali
- Campionato italiano: 1  (Serie B)

Roller Salerno: 2009-2010